# Kamienica Krasińskiego 2 w Bydgoszczy
Kamienica Krasińskiego 2 w Bydgoszczy – zabytkowa kamienica w Bydgoszczy.  

## Położenie
Budynek stoi we wschodniej pierzei ul. Gdańskiej, na rogu ul. Krasińskiego. Od strony drugiej ulic kamienica sąsiaduje z budynkiem nr 4, zaprojektowanym przez mistrza budowlanego Georga Weissa.

## Charakterystyka[3]
Budynek wzniesiono w 1912 roku według projektu architekta Franza Juliusa Knüpfera (ur. 1861 w Zeulenroda, zm. 1915 w Bydgoszczy, w latach 1886–1898 pracował w Berlinie, a po 1898 r. w Bydgoszczy).
Kamienica w założeniu wielkomiejska, posiada duży przeszklony lokal handlowy na parterze. 
Autor projektu użył form wczesnego modernizmu o charakterze klasycznym. Budynek trudno jednak nazwać modernistycznym, bo na elewacji widać zdobienia, które później moda na funkcjonalność całkowicie wyparła. Mimo tego efekty zmagań stylistycznych są architektonicznie bardzo ciekawe.  Monumentalna forma podkreślona została przez połączenie parteru i I piętra boniowaniem, a w wyższych kondygnacjach pionowymi podziałami za pomocą lizen oraz użyciem fryzu meandrowego i kostkowego.   
W 1919 roku właścicielem kamienicy został Bonifacy Cyrus, który prowadził tutaj dom handlowy i ekskluzywny salon mód - w „stylu paryskim”, promujący fasony pochodzące z zagranicy. Właściciel w latach 20. organizował wytworne pokazy mody dla bogatych klientów m.in. w budynku Kasyna Cywilnego oraz w Teatrze Miejskim, a w latach 30. XX w. w apartamentach pierwszego piętra kamienicy. 
Nieco później pomieszczenia parteru przeznaczono na restaurację „UL”, a następnie „Karczmy Słupskiej”, która zajęła również część sąsiedniej kamienicy (Gdańska 28).
Obecnie właścicielem kamienicy jest rodowity bydgoszczanin Andrzej Rachuta. 
W latach 2016–2017 przeprowadzono remont budynku: dachu oraz elewacji. Prace renowacyjne pochłonęły blisko 400 tys. zł, a ponieważ kamienica przy Krasińskiego 2 jest wpisana do rejestru zabytków, na jej remont mogła zostać przyznana dotacja konserwatorska w wysokości 145 tys. zł. Pozostałe środki zostały pokryte z funduszy własnych dzisiejszego właściciela. 